# Championnat du Koweït de football 1993-1994
Navigation
Saison précédente Saison suivante
La saison 1993-1994 du Championnat du Koweït de football est la trente-deuxième édition du championnat de première division au Koweït. La Premier League regroupe les huit meilleurs clubs du pays, répartis en deux groupes de quatre où ils s'affrontent deux fois au cours de la saison, à domicile et à l'extérieur. À la fin de cette phase, les deux premiers disputent la finale pour le titre, les deux dauphins le match pour la troisième place. À l'issue de la compétition, six clubs sont promus de D2 pour faire passer l'élite à 14 équipes.
C'est le Kazma Sporting Club qui remporte le championnat après avoir battu lors de la finale Qadsia Sporting Club. C'est le 3e titre de champion du Koweït de l'histoire du club.

## Les clubs participants
| - Al Arabi Koweït - Al-Salmiya SC - Kazma Sporting Club - Al Nasr Koweït - Promu de D2 | - Al Tadamon Farwaniya - Promu de D2 - Qadsia Sporting Club - Al Yarmouk - Al Jahra |

## Compétition

### Phase régulière
Le barème utilisé pour établir le classement est le suivant :
- Victoire : 3 points
- Match nul : 1 point
- Défaite : 0 point

#### Groupe A
| Rang | Équipe                 | Pts | J | G | N | P | Bp | Bc | Diff |
| ---- | ---------------------- | --- | - | - | - | - | -- | -- | ---- |
| 1    | Kazma Sporting Club    | 11  | 6 | 3 | 2 | 1 | 13 | 6  | +7   |
| 2    | Al Arabi Koweït T      | 11  | 6 | 3 | 2 | 1 | 9  | 4  | +5   |
| 3    | Al Tadamon Farwaniya P | 8   | 6 | 2 | 2 | 2 | 3  | 4  | -1   |
| 4    | Al Yarmouk             | 2   | 6 | 0 | 2 | 4 | 1  | 12 | -11  |

|  | Qualification pour la finale pour le titre |
|  | Participation au match pour la 3e place    |
|  | T : Tenant du titre P : Promu de D2        |

#### Groupe B
| Rang | Équipe                 | Pts | J | G | N | P | Bp | Bc | Diff |
| ---- | ---------------------- | --- | - | - | - | - | -- | -- | ---- |
| 1    | Qadsia Sporting Club C | 12  | 6 | 4 | 0 | 2 | 13 | 8  | +5   |
| 2    | Al Jahra               | 8   | 6 | 2 | 2 | 2 | 9  | 8  | +1   |
| 3    | Al-Salmiya SC          | 8   | 6 | 2 | 2 | 2 | 5  | 5  | 0    |
| 4    | Al Nasr Koweït P       | 5   | 6 | 1 | 2 | 3 | 5  | 11 | -6   |

|  | Qualification pour la finale pour le titre          |
|  | Participation au match pour la 3e place             |
|  | C : Vainqueur de la Coupe du Koweït P : Promu de D2 |

### Phase finale

#### Match pour la3eplace
| Équipe 1 | Résultat      | Équipe 2        |
| -------- | ------------- | --------------- |
| Al Jahra | 1 - 1 5-4 tab | Al Arabi Koweït |

#### Finale pour le titre
| Équipe 1            | Résultat | Équipe 2             |
| ------------------- | -------- | -------------------- |
| Kazma Sporting Club | 2 - 0    | Qadsia Sporting Club |

## Bilan de la saison
| Championnat du Koweït de football 1993-1994      |                                                                                |
| Champion                                         | Kazma Sporting Club (3e titre)                                                 |
| Coupes et trophées                               |                                                                                |
| Vainqueur de la Coupe du Koweït 1993-1994        | Qadsia Sporting Club                                                           |
| Qualifications continentales                     |                                                                                |
| Coupe d'Asie des clubs champions 1994-1995       | Kazma Sporting Club                                                            |
| Coupe des Coupes 1994-1995                       | Qadsia Sporting Club                                                           |
| Coupe des clubs champions du golfe Persique 1995 | Kazma Sporting Club                                                            |
| Promotions et relégations                        |                                                                                |
| Promus en Premier League                         | Al-Shabab Koweït Solaybeekhat Al Fehayheel Al Sahel Khitan FC Al Kuwait Kaifan |
| Relégués en First Division                       | Aucun                                                                          |